# Locomotiva SNCF BB 7200
Le locomotive BB 7200 delle ferrovie francesi (SNCF) sono una serie di 240 locomotive elettriche a corrente continua della famiglia Nez cassés, costruite dalla Alsthom, messe in servizio dal 1976 al 1985  e tuttora in servizio, con le loro "sorelle" bicorrenti BB 22200 e le loro "cugine" a corrente alternata monofase BB 15000. Questa famiglia dallo stile distintivo è iniziata con le vecchie serie CC 40100, CC 72000, CC 6500 e CC 21000.
Le locomotive 1600 sono locomotive a corrente continua delle ferrovie olandesi basate sulla BB 7200.

## Descrizione
Le locomotive BB 7200, saranno le ultime locomotive "monocorrente" acquisite dalla Société Nationale des Chemins de fer Français (SNCF) e le prime locomotive di serie a corrente continua e chopper di corrente con tiristori (elettronica di potenza). Questa tecnologia ha permesso di eliminare i banchi di avviamento reostatici e gli accoppiamenti serie-parallelo preesistenti sulle macchine in corrente continua, soluzioni energivore e che presentavano grossi inconvenienti, come la scarsa adesione di massa e il rischio di slittamenti che ne derivano o potendo poi incidere sull'affidabilità (intensità significative, dissipazione del calore, numerosi attuatori elettromeccanici). I motori rimangono tradizionali ad eccitazione in serie a corrente continua, costosi nella manutenzione. Il controllo permanente delle caratteristiche corrente-tensione ai morsetti del motore offre prestazioni ottimali senza superare i valori limite. Inoltre, questa tecnologia consente la regolazione in base alla velocità imposta alla locomotiva, come i regolatori di velocità nelle automobili, che facilitano la guida.
Queste saranno le ultime locomotive "monocorrente" acquisite dalla Società ferroviaria nazionale francese (SNCF). Queste locomotive si sono rivelate macchine versatili, in grado di trainare sia treni merci pesanti che treni passeggeri ad alta velocità (V200). Inoltre, l'intercambiabilità dei carrelli monomotore con il BB 22200 è stata utilizzata più volte nel corso della loro carriera a seconda delle esigenze.

## Servizio
All'epoca della loro entrata in servizio nel 1976, le locomotive BB 7200 furono inizialmente assegnate al deposito di Villeneuve-Saint-Georges.
Destinate principalmente al servizio passeggeri, un numero crescente è stato assegnato al servizio merci con la progressiva assegnazione dei servizi passeggeri ai servizi TGV.
Nel 2016 48 locomotive sono state destinate al trasporto merci, 58 al servizio passeggeri interurbano, 50 al servizio passeggeri regionale e due al servizio trasporto auto.
La serie era originariamente numerata 7201-7440. Le locomotive 7209, 7210, 7308 e 7348 sono andate distrutte a causa di incidenti. Le unità 7411-7440 sono state modificate per il traino di treni merci pesanti in doppia trazione e dotate di freni rigenerativi per l'uso sulla ripida linea della Maurienne nelle Alpi.

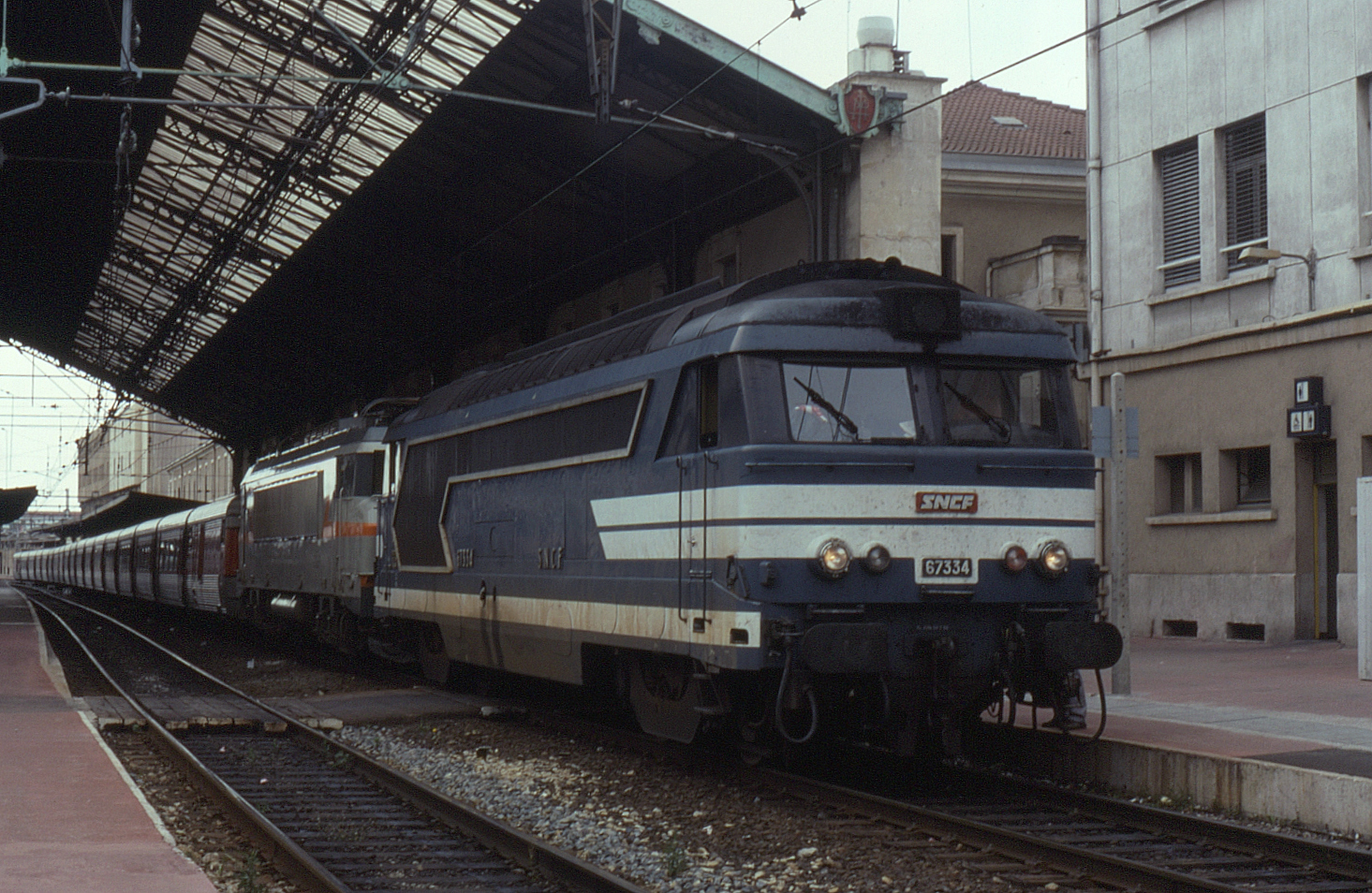
EC Catalan Talgo alla stazione di Valence-Ville; la BB 67334 trainerà il convoglio fino a Chambéry, dove la BB 7200 riprenderà il traino del convoglio fino a Ginevra

Le locomotive BB 7200 hanno trainato in servizio internazionale i TEE Catalan Talgo Ginevra-Barcellona, da Ginevra a Cerbère; l'intero convoglio, compresa la locomotiva BB 7200, veniva trainato da una locomotiva diesel BB 67000 nel tratto non elettrificato tra Chambéry, Grenoble e Valence. In tale tratto non elettrificato il convoglio disponeva di una carrozza con generatore elettrico diesel per il riscaldamento delle carrozze e i relativi servizi elettrici di bordo, che consentiva di mantenere alto il comfort dei passeggeri sia in giornate fredde sia in giornate calde.

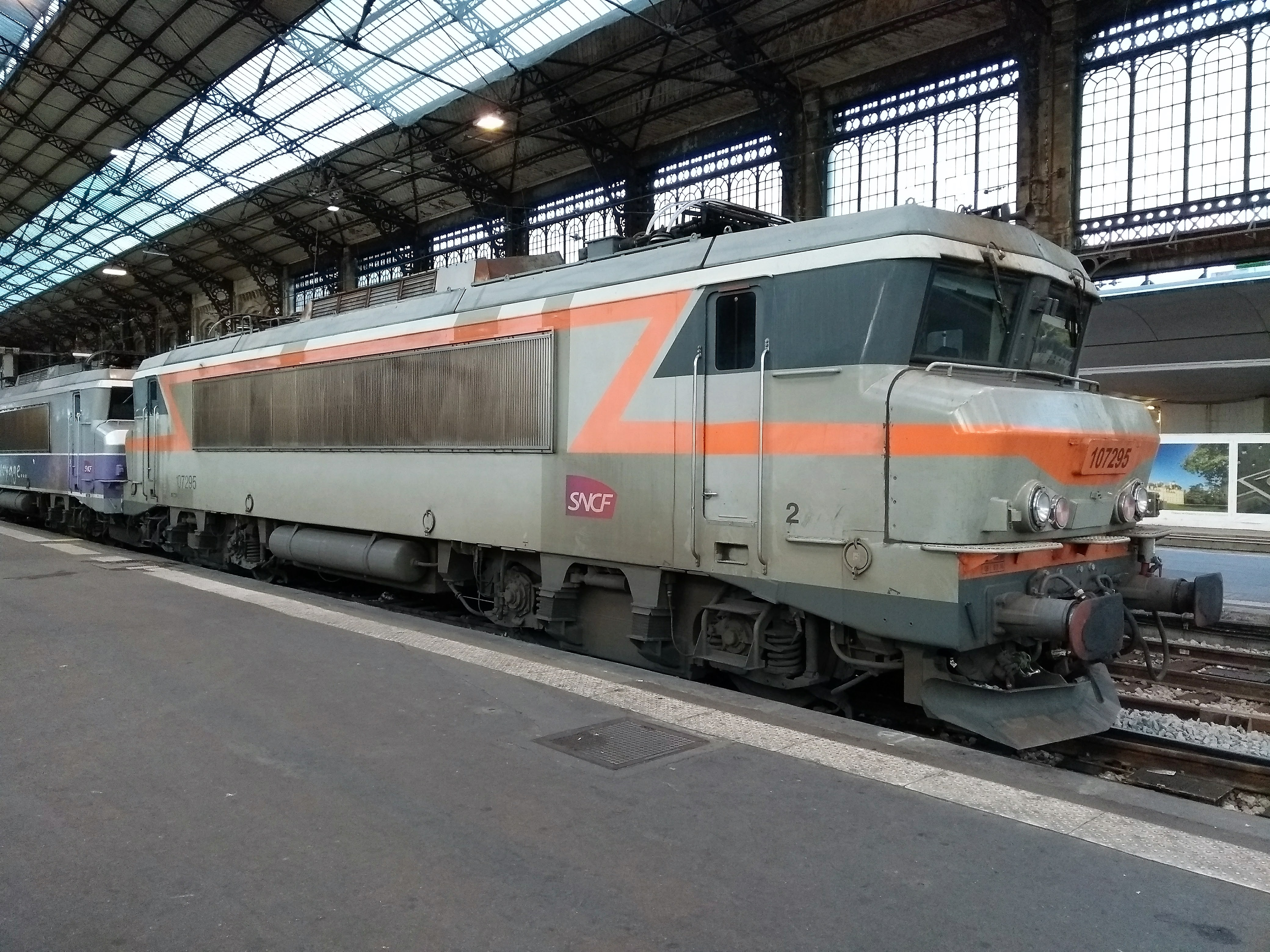
La locomotiva BB 7295 con il piattello dei respingenti rosso

Nel corso degli anni novanta le locomotive da BB 7292 a BB 7299 sono state adattate al traino dei convogli Talgo III RD9: i piattelli dei loro respingenti erano rossi, colore che indicava un comando idraulico del tamponamento e non a molla come nel resto della serie; questa caratteristica era dovuta al sistema di guida dell'asse specifico per i convogli Talgo III RD9.
Altre quattordici locomotive numerate 7311, 7312, 7314, 7325, 7326, 7327, 7330, 7331, 7332, 7335, 7337, 7339, 7341 e 7342 sono state modificate per il traino di treni navetta per essere utilizzate sulla linea N della Transilien,  il servizio ferroviario suburbano gestito da SNCF nell'Île-de-France, in testa a convogli a composti da carrozze a due piani espletanto le relazioni che collegano la stazione di Parigi Montparnasse con Rambouillet e con Plaisir-Grignon; tale gruppo di locomotive costituisce la serie che è stata ridenominata BB 7600.
Con la divisione di SNCF in diverse aree di business le BB 7200 sono state cosi suddivise dal 1 gennaio 1999 riportando un numero di codice posto davanti al numero della locomotiva:
- Traffico a lunga percorrenza: VFE (codice 10)
- trasporto passeggeri nazionale: CIC (numero 20)
- Traffico merci: Fret (codice 40)
- Trasporto regionale: TER (numero 50).

## Nomi
Alcune locomotive sono state battezzate con nomi di città francesi:

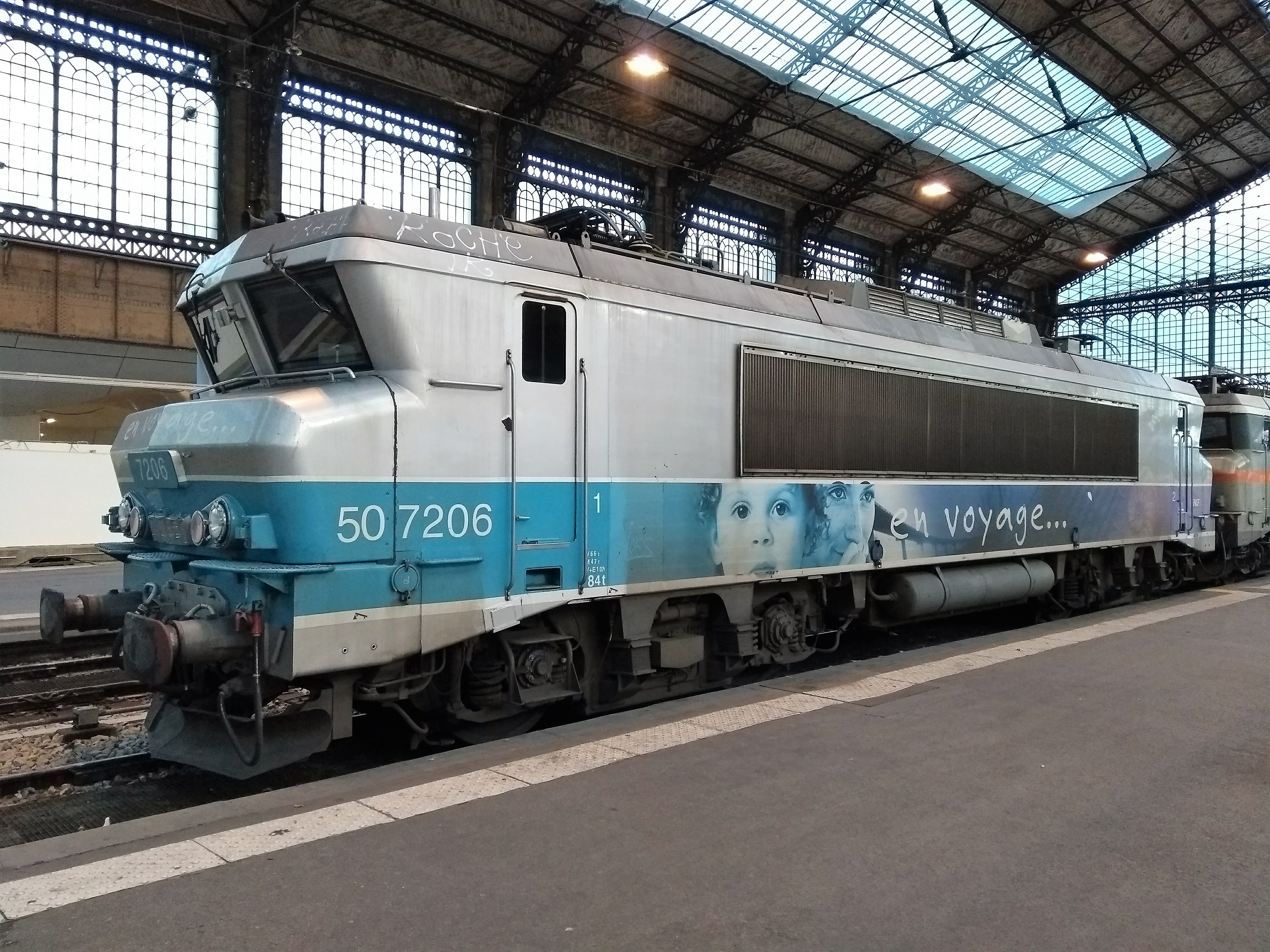
La locomotiva BB 7206 entrata in servizio il 18 marzo 1977 e battezzata il 2 giugno 1978 Thonon-les-Bains in livrea "En Voyage"

| Numero | Città                     | Data                   | Radiazione        |
| ------ | ------------------------- | ---------------------- | ----------------- |
| 7201   | Valenton                  | 6 novembre 1976        | 15 dicembre 2017  |
| 7202   | Saint-Étienne             | 18 settembre 1976      | 20 giugno 2018    |
| 7203   | Saint-Flour               | 5 giugno 1977          |                   |
| 7204   | Vienne                    | 18 novembre 1977       |                   |
| 7205   | Villeneuve-Saint-Georges  | 18 febbraio 1978       |                   |
| 7206   | Thonon-les-Bains          | 2 giugno 1978          |                   |
| 7207   | Saint-Pierre-d'Albigny    | 20 agosto 1978         | 15 settembre 2011 |
| 7208   | Villeurbanne              | 12 febbraio 1979       |                   |
| 7221   | Saint-Amand-Montrond      | 5 ottobre 1985         |                   |
| 7223   | La Souterraine            | 6 ottobre 1984         |                   |
| 7232   | Souillac                  | 10 giugno 1989         |                   |
| 7236   | Chambéry                  | 5 maggio 1979          |                   |
| 7237   | Pierrelatte               | 9 giugno 1979          |                   |
| 7238   | Thonon-les-Bains          | ricevuto dalla BB 7206 |                   |
| 7239   | Saint-Pierre-d'Albigny    | ereditato dalla 7207   |                   |
| 7240   | Saint-Étienne             | ereditato dalla 7202   |                   |
| 7241   | Villeurbanne              | ereditato dalla 7208   |                   |
| 7242   | Vienne                    | ricevuto dalla 7204    |                   |
| 7243   | Villeneuve-Saint-Georges  | ereditato dalla 7205   |                   |
| 7244   | Vernou-la-Celle-sur-Seine | 10 ottobre 1981        | 7 dicembre 2021   |
| 7253   | Montréjeau                | 24 maggio 1987         | 15 dicembre 202o  |
| 7256   | Valenton                  | ereditato dalla 7201   |                   |
| 7270   | Entraigues-sur-Sorgues    | 15 settembre 2001      |                   |
| 7410   | Fontenay-sous-Bois        | 24 maggio 1986         |                   |
| 7411   | Lamure-sur-Azergues       | 21 giugno 1986         |                   |

## BB 7600
Le quattordici locomotive che costituiscono la serie 7600 hanno ricevuto, a partire dal 2011 degli aggiornamenti dal punto di vista tecnico per espletare i nuovi compiti ai quali sono state assegnate.

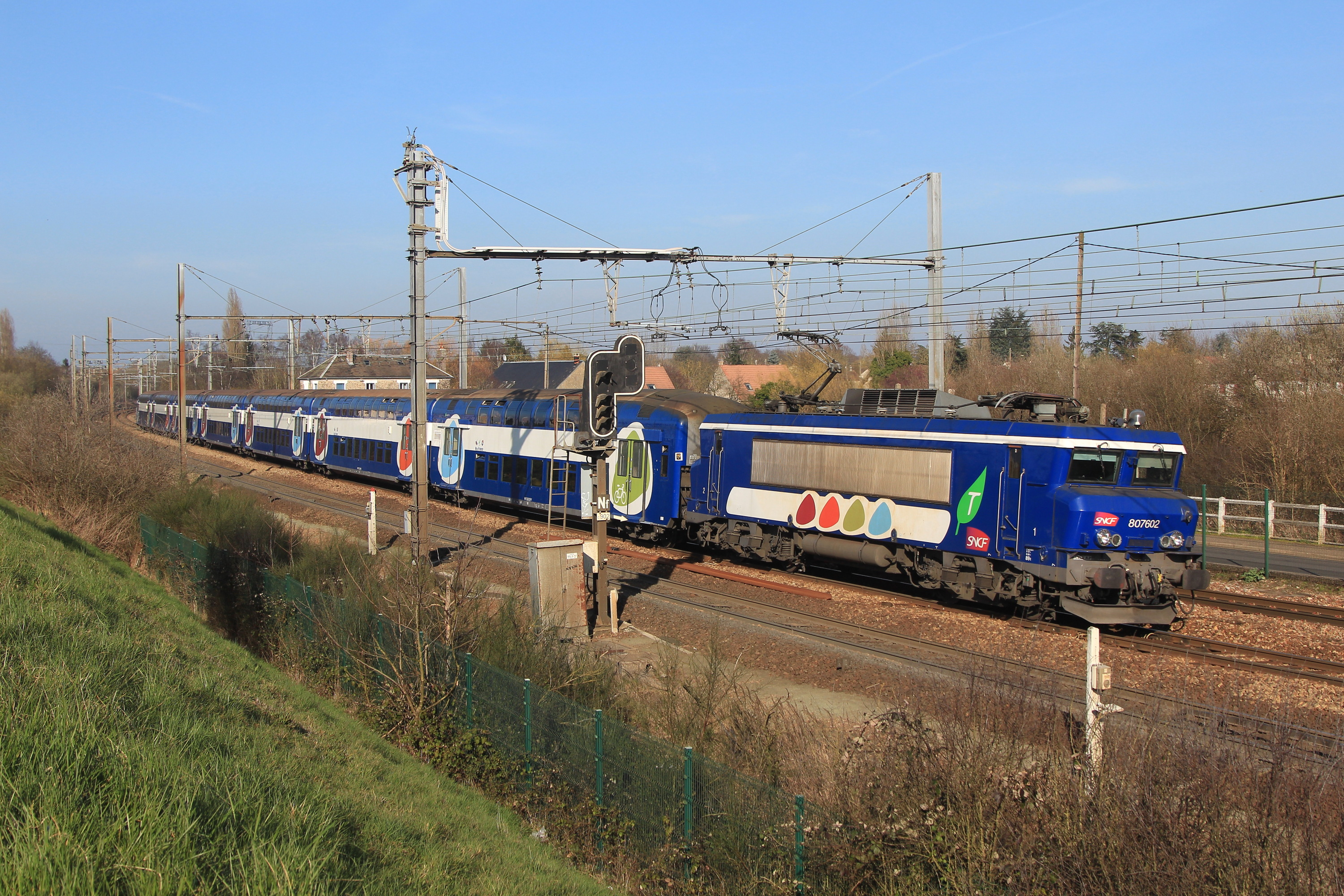
La locomotiva BB 7602 ex BB 7314

Il compressore d'aria originale originale è stato sostituito da due compressori pneumatici a pistoni senza olio, uno dei quali interamente dedicato alla produzione di aria per la locomotiva per migliorare la frenatura del treno, mentre l'altro funge da ausiliario al primo e alimenta l'apertura e la chiusura delle porte.
I cavi di reversibilità a sei poli sono installati solo sul lato della cabina 2, che è sempre lato treno.
La cabina 1, che è l'unica utilizzata nella marcia del treno ha ricevuto:
- apparecchiature costituite da schermi collegati tramite antenna o terminale di terra a telecamere di banchina che consentono al macchinista di gestire le partenze senza bisogno di un capotreno o di dirigente movimento o capostazione nelle stazioni in cui è autorizzato;
- computer che gestisce i banner a scorrimento e gli annunci sonori;
- segnale di allarme intercomunicante, che sostituisce il segnale di allarme pneumatico; precedentemente il passeggero provocava l'arresto del treno con il freno di emergenza tirando il segnale di allarme mentre, ora il macchinista può mettersi in contatto con il passeggero che ha attivato il segnale, valutare l'urgenza e scegliere il luogo più opportuno per fermare il suo treno senza paralizzare il traffico o evitare una discesa sui binari, come accadde a Villeneuve-Prairie il 20 settembre 2003;
- impianto di climatizzazione sperimentale, poi reso permanente, che equipaggia le BB 7200, le BB 15000 e le BB 22200;
- insonorizzazione migliorata.

L'intera flotta viene consegnata nel dicembre 2012.
Le quattordici locomotive aggiornate alla serie BB 7600 che circolano nell'Île-de-France hanno ricevuto la livrea "Transilien". Le macchina sono state completamente verniciata in blu reale; ai lati due bande bianche accolgono quattro disegni a forma di goccia colorati (rosso mattone, arancio corallo, verde mela e blu oltremare) e, sulla fiancata della cabina 1, una foglia verde ornata da una T bianca del logo Transilien.

## Livrea
Alla consegna, tutte le locomotive della serie BB 7200 hanno tuttericevuto l'attuale livrea "Béton" (grigio con una linea decorativa arancione). Nel 1996 sono iniziati i lavori per la sostituzione della livrea "Béton" con la livrea "Corail+". Dal 2000, le locomotive sono state riverniciate secondo l'appartenenza ai diversi settori di attività della SNCF. Inizialmente le macchine adibite al traffico merci avevano la livrea "Fret" e dal 2003 quelle adibite al traffico passeggeri a lunga percorrenza la livrea "En Voyage". Dal 2011 le locomotive del settore delle infrastrutture sono state dotate di una carrozzeria gialla e due anni dopo la livrea "En Voyage" ha gradualmente lasciato il posto alla livrea grigia "Fantôme".
La locomotiva BB 7321 utilizzata dal TER Bourgogne è rimasta unica con il frontale rosso.

Le differenti livree della BB 7200
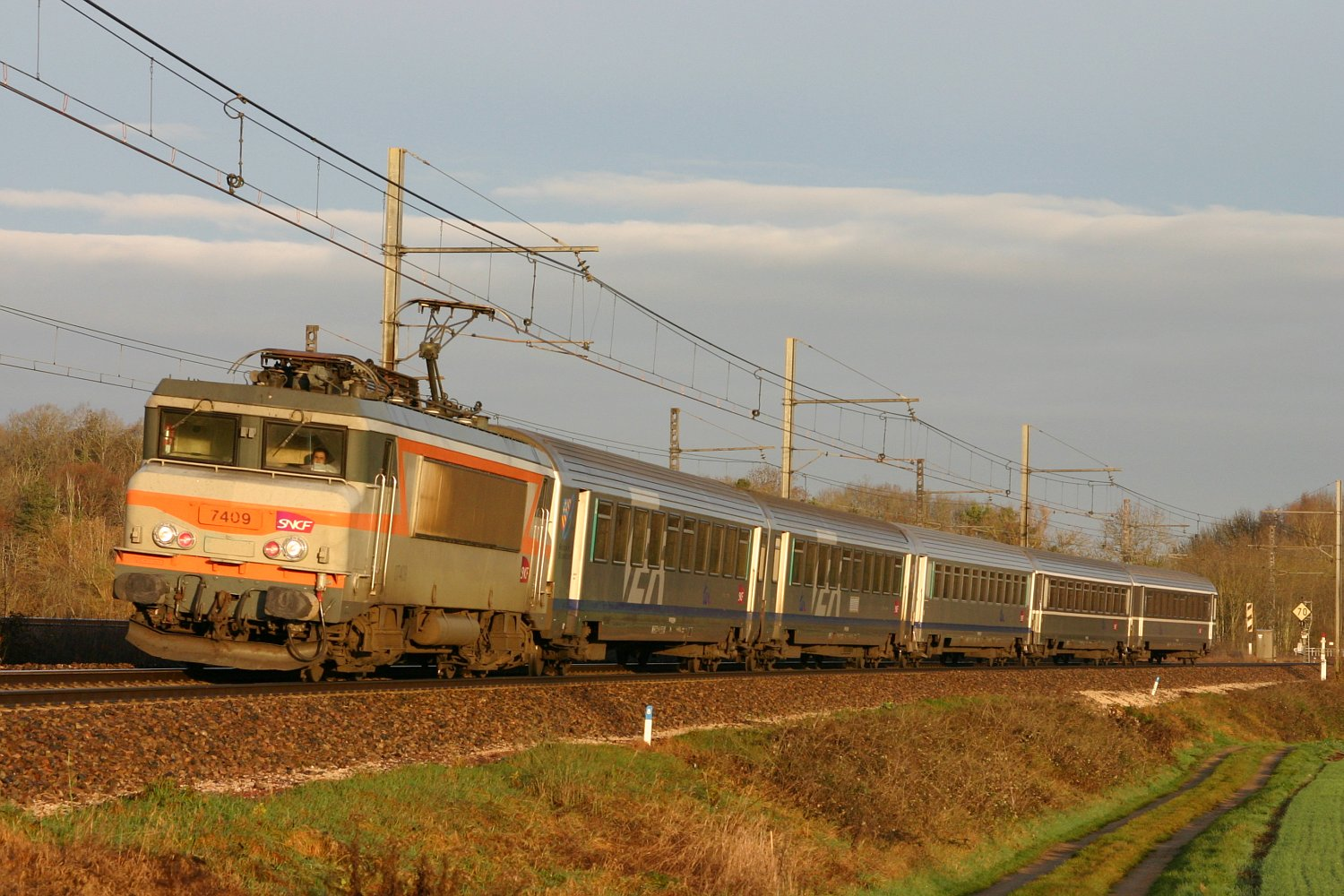
La BB 7409 in livrea originale al traino di un TER composto da carrozze Corail TER
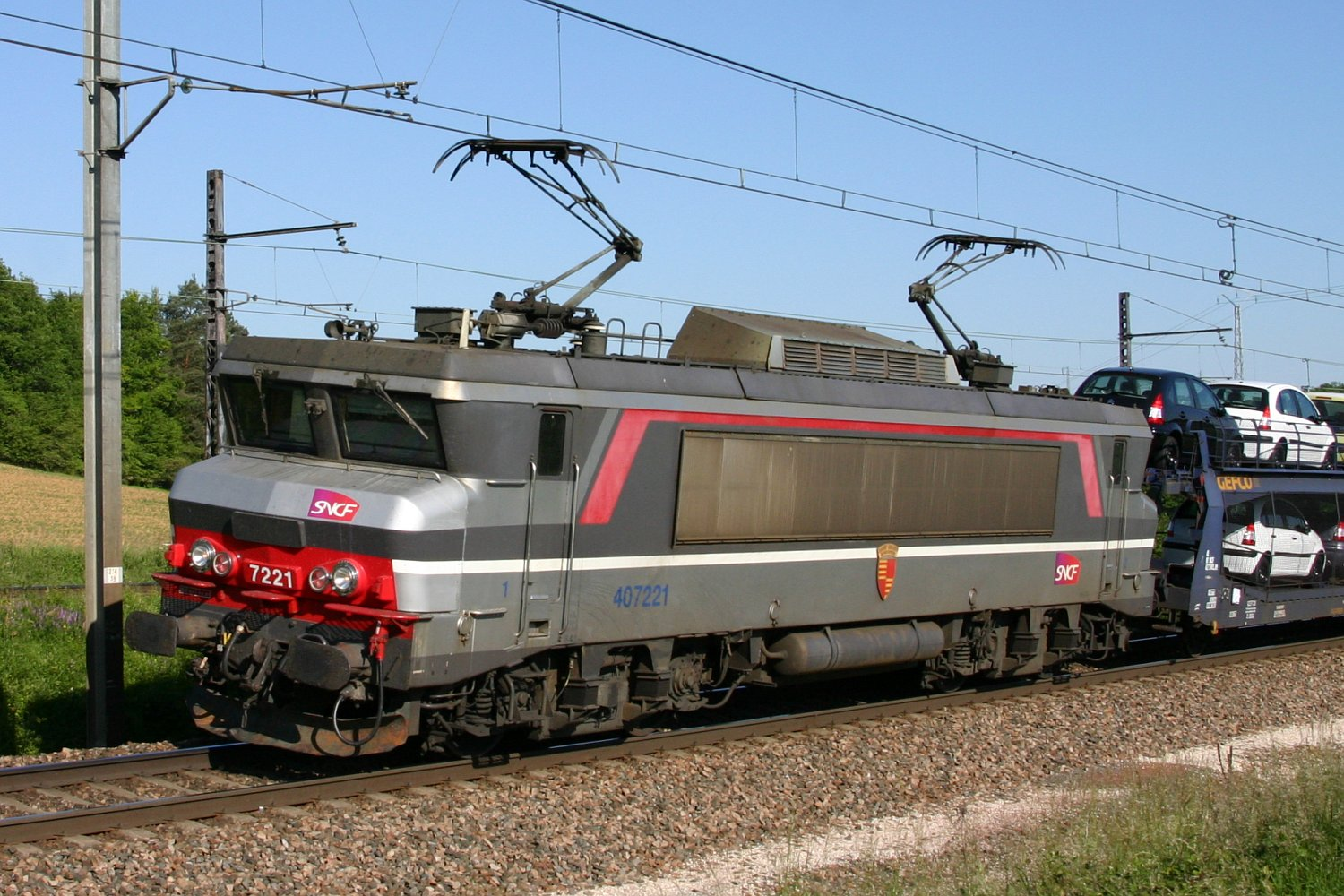
La BB 7221 in livrea Multiservices & Corail+
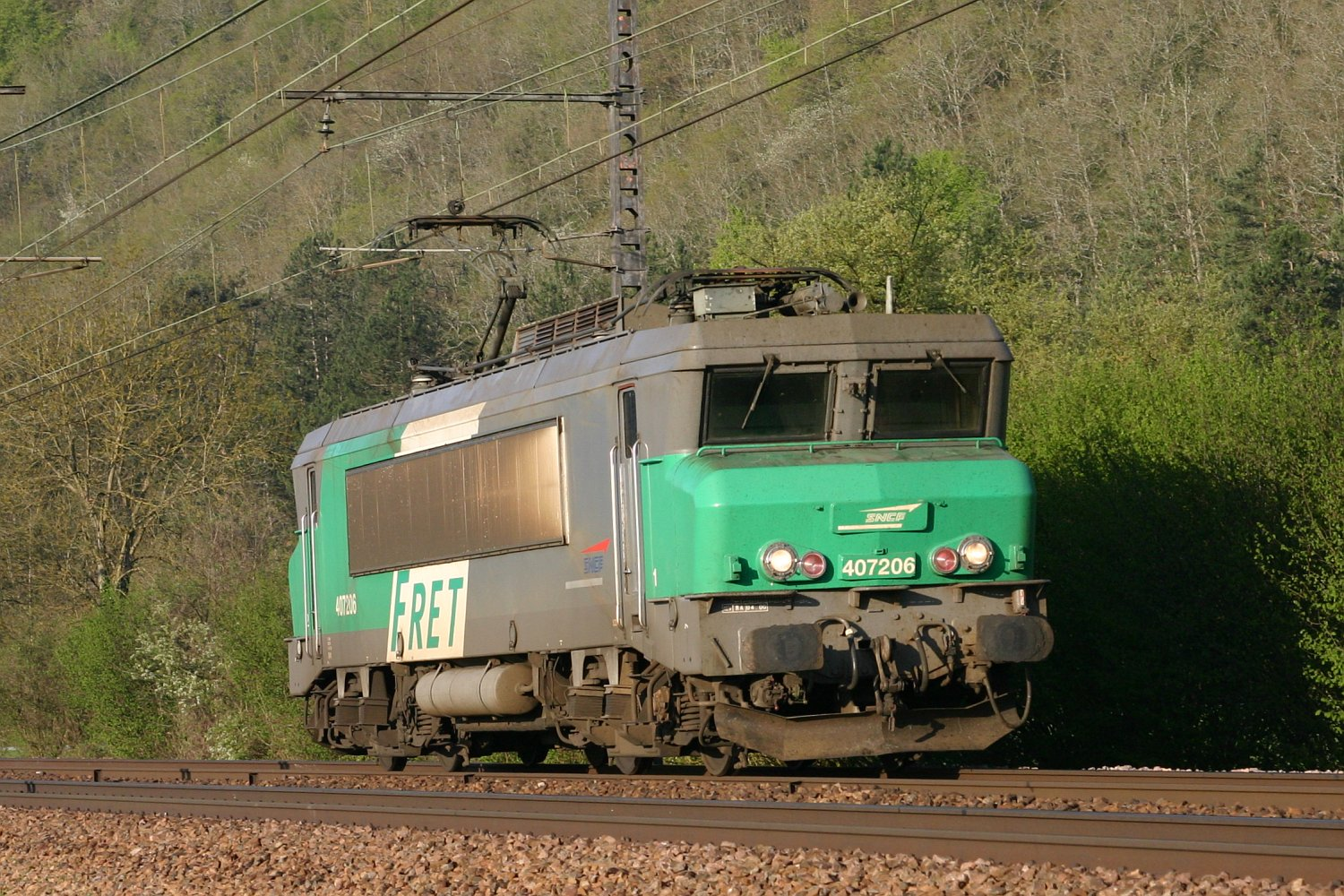
La BB 7206 in livrea Fret
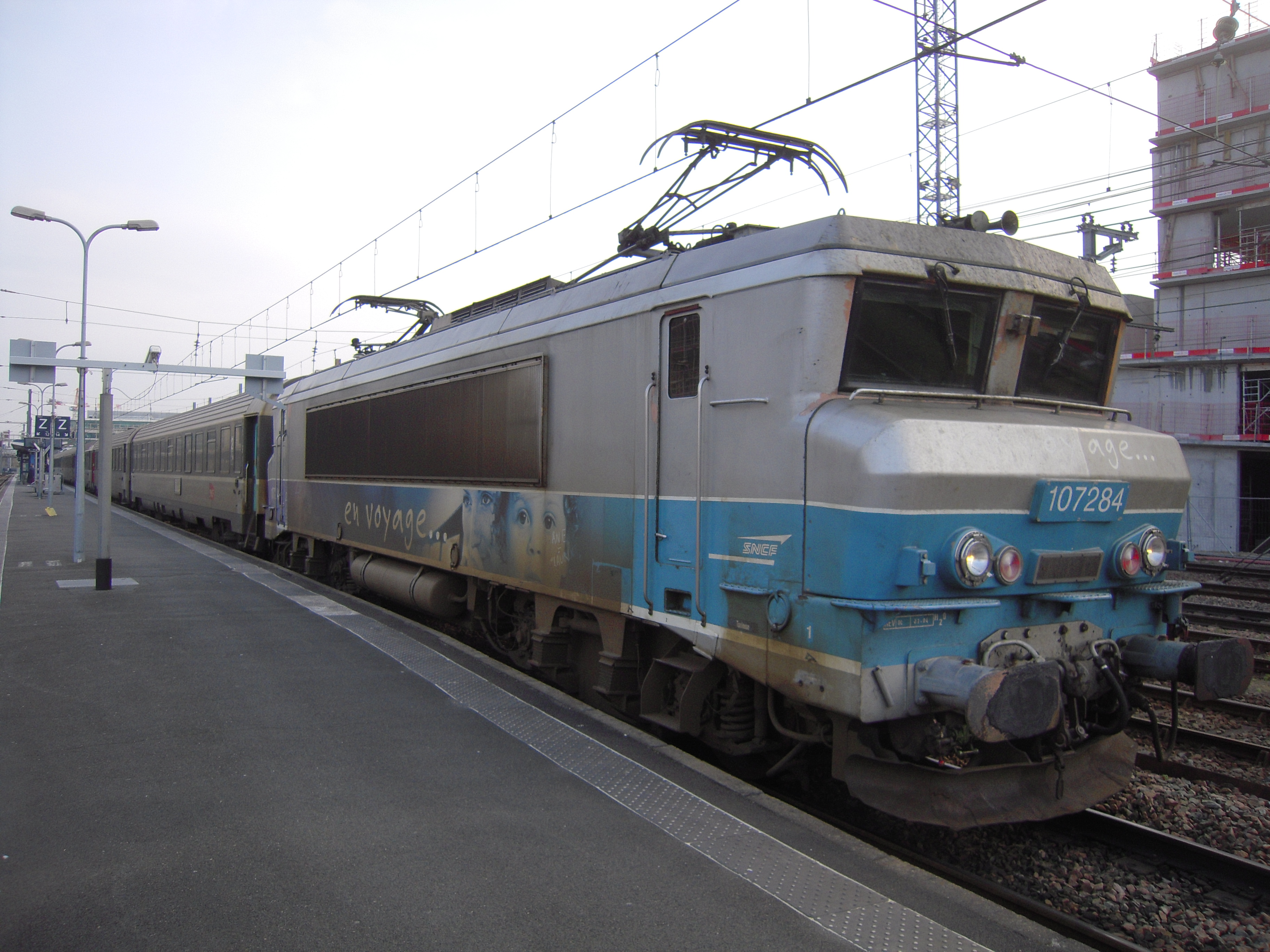
La BB 7284 in livrea En Voyage
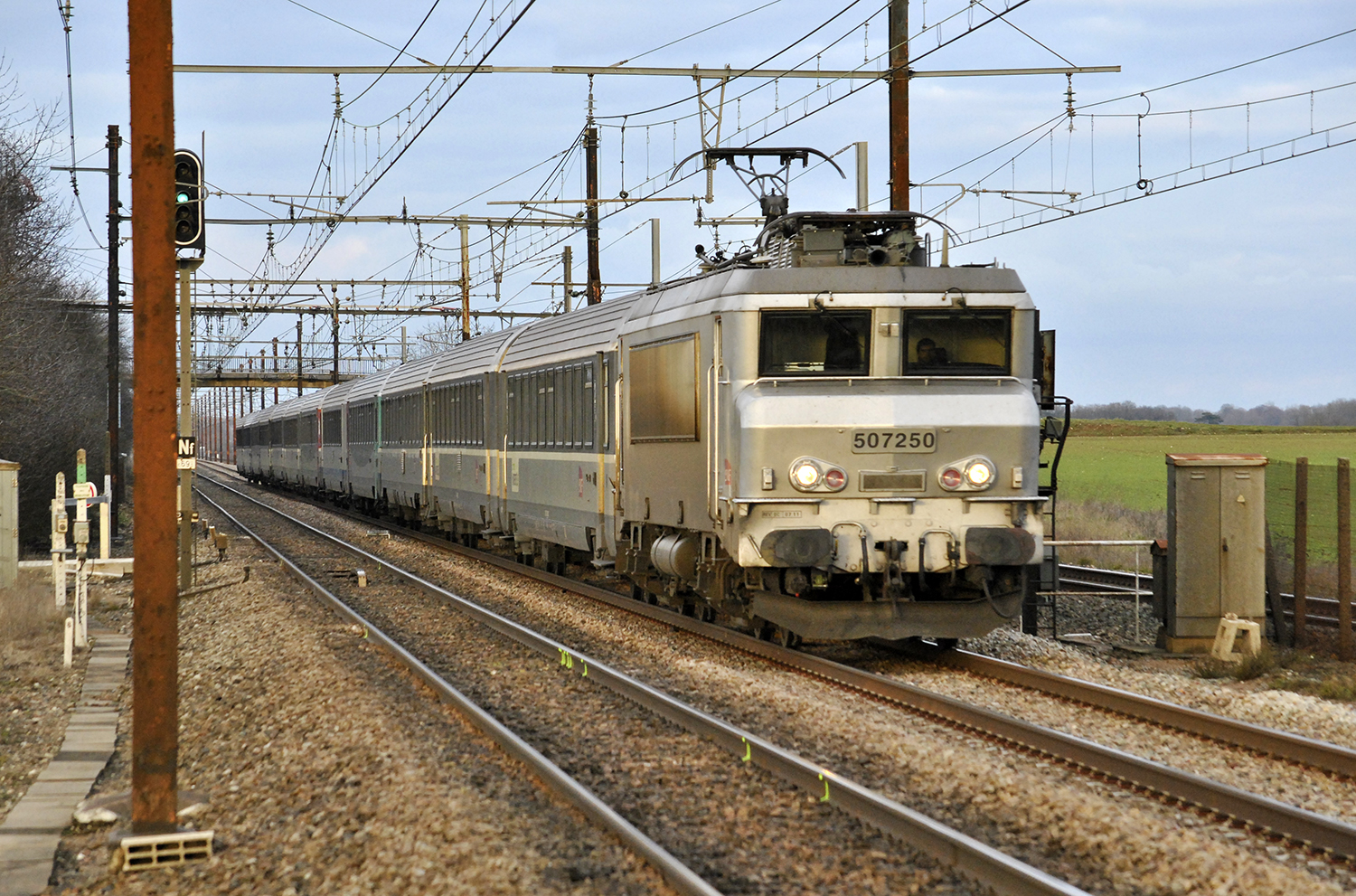
la BB 7250 in livrea grigia "Fantôme"
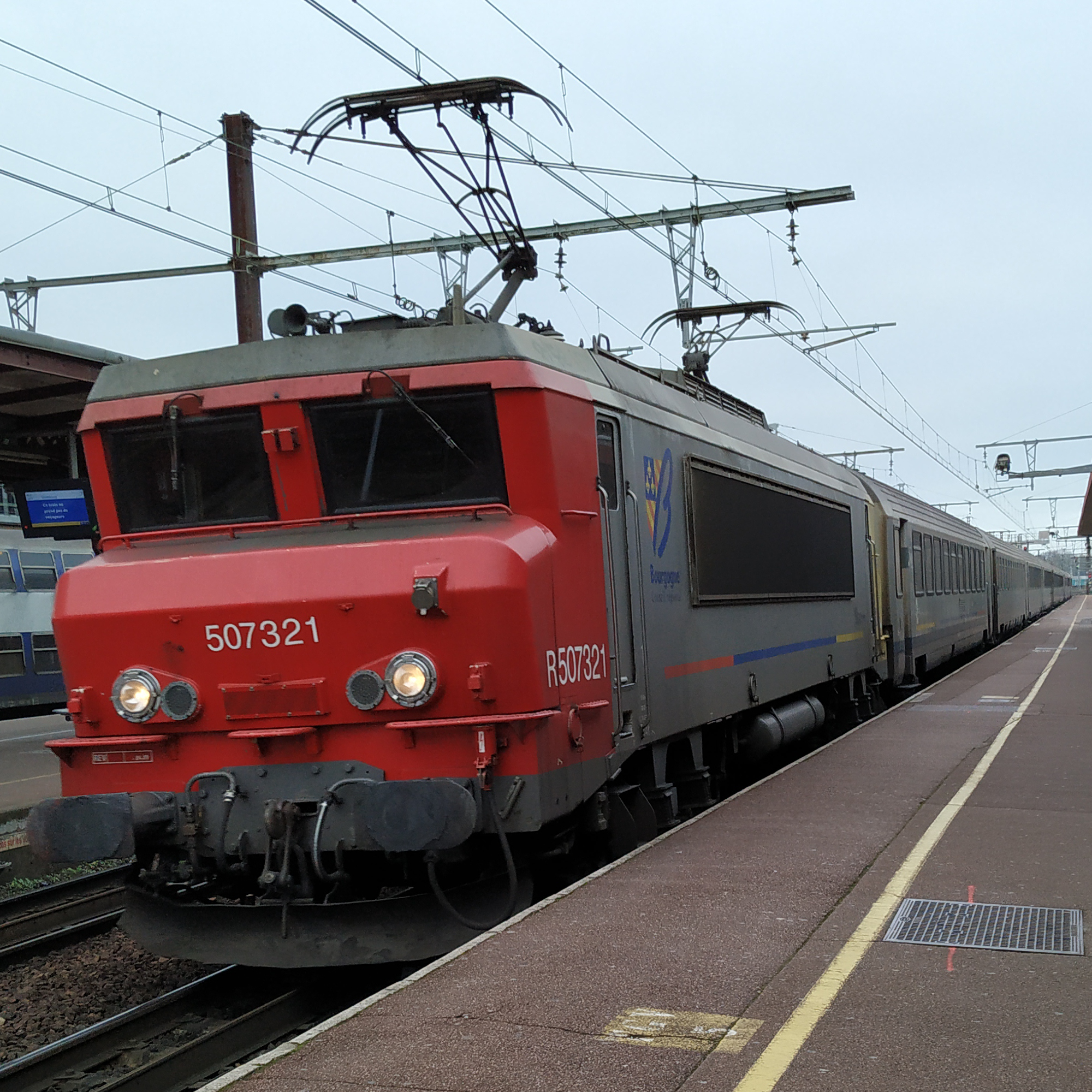
La locomotiva BB 507321 unica con frontale rosso